# Заульгруб
Заульгруб (нем. Saulgrub) — община в Германии, в земле Бавария. 
Подчиняется административному округу Верхняя Бавария. Входит в состав района Гармиш-Партенкирхен.  Население составляет 1648 человек (на 31 декабря 2010 года). Занимает площадь 35,49 км².